# Uit Poirots praktijk
Uit Poirots praktijk is een boek met oorspronkelijk elf kortverhalen over Hercule Poirot geschreven door Agatha Christie. In het Verenigd Koninkrijk bracht The Bodley Head het werk uit in maart 1924 onder de titel Poirot Investigates. In de Verenigde Staten werd het boek door Dodd, Mead and Company uitgegeven in 1925 waarin nog drie extra verhalen staan. In 1949 werd het boek, met de 14 verhalen, naar het Nederlands vertaald. Momenteel wordt het uitgegeven door Luitingh-Sijthoff. 

## Verhalen

### Het avontuur met de Avondster
originele titel: The Adventure of the Western Star
De Belgische actrice Mary Marvell bezoekt Poirot in Londen. Ze heeft drie brieven bij zich, die ze heeft gekregen van een Chinees, met de melding dat ze het juweel "Avondster" voor de volgende volle maan moet terugbezorgen. Volgens de brief behoort het juweel toe aan een afgodbeeld. Mary is inderdaad in bezit van Avondster. Haar man Gregory Rolf kocht het drie jaar eerder van een Chinese zakenman in San Francisco. Mary wil het juweel houden. 
De familie Yardly is in bezit van een juweel met de naam "Ochtendster". Ook zij hebben dergelijke brieven ontvangen, maar ze willen het juweel verkopen om hun schulden te kunnen aflossen.  Niet veel later wordt mevrouw Yardly overvallen door een Chinese man die Ochtendster steelt. Ook Avondster wordt gestolen uit de hotelkamer van Mary Marvell. 
Poirot onderzoekt de zaak en komt tot de conclusie dat er slechts een juweel bestaat. Het andere juweel en de Chinees zijn onbestaande. Gregory Rolf had vroeger een relatie met mevrouw Yardly. Hij gaf haar toen een juweel. Toen de relatie over was, wisselde hij dat juweel met een vervalsing. Het echte juweel gebruikte hij als verlovingsring voor Mary. Het bedrog dreigde uit te komen toen meneer Yardly aangaf het juweel te willen verkopen. Omdat Gregory tegen Mary niet wou zeggen dat zij een gestolen juweel draagt, wou hij deze nogmaals wisselen. Zo zou Mary dan in bezit komen van het valse exemplaar en mevrouw Yardly van het echte.

### Het drama op kasteel Marsdon
Originele titel: The Tragedy at Marsdon Manor
De directeur van een verzekeringskantoor vraagt Poirot om de dood te onderzoeken van meneer Maltravers, een man van middelbare leeftijd. Hij stierf enkele weken geleden nadat hij een levensverzekering van 50 000 Pond sterling aanging. Hij had financiële problemen en pleegde zelfmoord nadat hij de verzekeringspremie betaalde.
Poirot en Hastings reizen naar Marsdon Manor in Essex waar het lichaam van meneer Maltravers werd gevonden. Naast het lijk lag een kleine revolver. Poirot heeft een gesprek met de weduwe, maar vindt geen verdachte aanwijzingen. Kapitein Black vertelt een verhaal over een moord met eenzelfde revolver, wat hij ook de dag voor de moord had verteld tijdens het avondeten. Poirot vermoedt dat dit verhaal mevrouw Maltravers op het idee bracht om haar man te doden. Wanneer zulke revolver in de mond van het slachtoffer afgaat, zal een gewone dokter een natuurlijke dood vaststellen. 
's Avonds gebeurt er iets vreemds in de woonkamer. Plots dimt het licht, daarop stapt meneer Maltravers de woonkamer binnen. Zijn wijsvinger gloeit op en hij wijst naar mevrouw Maltravers. Uit schrik geeft zij een hand aan Poirot. Dan merkt ze dat haar hand vol bloed hangt en bekent ze de moord. Later blijkt dat Poirot een dubbelganger had ingehuurd. Op zijn vinger was een fluorescerende stof. Toen mevrouw Maltravers Poirot een hand gaf, deed hij een rode vloeistof op haar hand.

### De geschiedenis van de goedkope flat
Originele titel: The Adventure of the Cheap Flat
Arthur Hastings vertelt Poirot dat een van zijn vrienden, de familie Robinson, net een appartement hebben gehuurd in Knightsbridge voor een belachelijk lage prijs. Poirot vindt dit verdacht en gaat op onderzoek. Volgens de portier van het appartementsblok leeft de familie Robinson hier sinds zes maanden, terwijl mevrouw Robinson aan Hastings vertelde dat de overeenkomst nog maar net was afgesloten. Poirot huurt een ander appartement in datzelfde blok en geraakt zo uiteindelijk in het appartement van de Robinsons.
Via Inspecteur Japp verneemt Poirot dat er in de Verenigde Staten een belangrijk marine document werd gestolen door Luigi Valdarno. Verder onderzoek toont aan dat hij het document gaf aan Elsa Hardt, een internationale spionne. Daarna werd Valdarno vermoord.
Poirot en Hastings houden het appartement van de Robinsons in de gaten. Op een avond kunnen ze een inbreker overmeesteren. Deze Italiaan biecht op dat hij Elsa Hardt wilde vermoorden als wraak op de dood van Valdarno. Dan blijkt dat Elza Hardt en haar man, ook een spion, in het appartement van de familie Robinson woonden. Zij leefden daar onder een valse naam: Robinson. Uit veiligheidsoverwegingen verhuisden zij en verhuurden hun appartement aan een familie die echt Robinson noemde. Inspecteur Japp doet de arrestaties en de Amerikaanse agent krijgt de plannen terug.

### Het geheim van het jachthuis
Originele titel: The Mystery of Hunter's Lodge
Roger Havering, zoon van een baron, is getrouwd met Zoe. Roger verblijft momenteel in Londen voor zaken. Hij ontvangt een telegram van zijn vrouw met de melding dat oom Harrington Pace de vorige avond werd vermoord in zijn jachthuis. Roger schakelt de hulp in van Poirot.
Omdat Poirot momenteel belet is, gaat Hastings naar de plaats delict. Daar ontmoeten ze inspecteur Japp die door Scotland Yard werd gestuurd. Mevrouw Middleton, de huismeid, verklaart aan Hastings dat een dag eerder een bebaarde man dringend met Harrington wou spreken. Zij hoorde niet veel later een geweerschot. De deur was op slot, het raam stond open en Harrington was dood. Hij werd vermoord met een van de twee geweren die in de kamer hangen. Een geweer alsook de bebaarde man zijn sindsdien spoorloos. Daarop gaat Middleton weg en stuurt Zoe naar Hastings. Zij bevestigt het verhaal.
Het missende geweer wordt gevonden in Ealing nabij Londen. Hastings neemt contact op met Poirot. Hij is voornamelijk geïnteresseerd in het verhaal van Middleton en Zoe en welke kledij zij droegen. Volgens Hastings zit Middleton achter de moord, maar zij is spoorloos verdwenen.
Poirot denkt dat mevrouw Middleton niet bestaat. Zij was Zoe Havering in vermomming. Roger Havering ging naar Londen om het ene geweer te dumpen in Ealing terwijl Zoe haar oom vermoordde met het andere geweer.
Japp is overtuigd dat Poirot zijn theorie juist is, maar er zijn onvoldoende bewijzen om Roger en Zoe aan te houden. Daarom gaan ze vrijuit en erven ze het fortuin van hun oom. Niet veel later komen zij om in een vliegtuigcrash.

### Een miljoen dollar aan obligaties
Originele titel: The Million Dollar Bond Robbery
Philip Ridgeways verloofde vraagt Poirot om de onschuld van haar toekomstige man te bewijzen. Philip is een neef van Vavasour, een Vice President van de "Londen en Scottish Bank".
Vavasour en Mr Shaw, een andere Vice President van die bank, vroegen Philip om een miljoen dollar aan obligaties over te brengen naar New York. De obligaties werden nageteld in het bijzijn van Vavasour, Shaw en Philip. Daarna werden deze verzegeld in een tas met een speciaal slot. Het pakket verdween enkele uren voordat het schip aanmeerde in New York. De politie werd ingelicht en het schip werd verzegeld. Een zoektocht op het schip leverde niets op, maar de obligaties werden in New York wel verkocht. Een effectenmakelaar gaf een tijdstip van de verhandeling op toen het schip zelfs nog niet was aangemeerd. Wanneer het betreffende schip terug in Londen is, spreekt Poirot met het personeel. Volgens hen zat in de kajuit naast Philip een oude man met bril die tijdens de ganse tocht zijn kajuit niet heeft verlaten. 
Volgens Poirot bevatte de tas nooit de echte aandelen. Deze werden per vliegtuig overgebracht, wat ook verklaart waarom een makelaar deze kocht een half uur  voordat het schip aankwam. In de tas van Philip zaten dus valse obligaties. Deze werden met een duplicaat van de sleutel uit de tas gehaald en vervolgens in zee geworpen. De dief was Shaw, die zogezegd thuis zat met bronchitis. Poirot kon dit achterhalen omdat Shaw tijdens zijn ziekte sigaren rookte, iets wat bijna onmogelijk is als men bronchitis heeft.

### Het mysterie van het Egyptische koningsgraf
Originele titel: The Adventure of the Egyptian Tomb
Weduwe Williard vraagt hulp aan Poirot. Haar man John, een egyptoloog, stierf tijdens de opgraving van de tombe van farao Men-her-Ra. Ook zijn Amerikaanse financier Bleibner stierf niet veel later. John kreeg een hartaanval en Bleibner een bloedvergiftiging. Enkele dagen later pleegde Bleibners neef Rupert zelfmoord. Volgens de lokale bevolking en de media is dit alles een gevolg van een vloek. Williards zoon Guy zit nu in Egypte om zijn vaders werk verder te zetten. Zijn moeder vreest dat Guy weldra ook zal sterven. Hastings is verbaasd wanneer Poirot verklaart te geloven in bovennatuurlijke krachten.
Poirot trekt eerst de achtergrond van Rupert na. Hij leende geld om zijn oom naar Egypte over te brengen. Zijn oom weigerde om hem terug te betalen. Daardoor ging Rupert failliet en pleegde zelfmoord. Op zijn afscheidsbrief vermeldde hij dat hij zich voelt als een melaatse en niet wil leven als een paria.
Hastings en Poirot reizen naar Egypte. Daar vernemen ze dat er alweer een slachtoffer is gevallen. Ditmaal is tetanus de doodsoorzaak. 's Avonds krijgt Poirot een kopje kamillethee waarin hij bijna verstikt. Dit blijkt enkel opgezet spel te zijn om zo dokter Ames in hun tent te lokken. Daarop geeft Poirot aan Hastings de opdracht om de dokter te bewaken omdat hij de dader is. De dokter pleegt zelfmoord met een cyanide-capsule.
Poirot verklaart dat Rupert de erfgenaam was van Bleibner. Dokter Ames is een erfgenaam van Rupert. John stierf aan een natuurlijke dood. Zijn dood leidde tot speculaties over het bovennatuurlijke. De kracht van deze speculatie neemt mensen in, waarin Poirot gelooft. Hij zegt niet te geloven in bovennatuurlijke fenomenen.
Dokter Ames zei tegen Rupert dat hij lepra had opgelopen en dat dit door de vloek kwam. Rupert ging terug naar New York. De dokter vermoordde daarna Bleibner. Rupert aanzag die dood ook als een gevolg van de vloek. Omdat Rupert dacht dat zijn lepra ook onderdeel was van de vloek, pleegde hij zelfmoord.

### De juwelendiefstal in het Grand Metropolitan
Originele titel: The jewel Robbery at the Grand Metropolitan
De rijke veefokker Opalsen en zijn vrouw, een verzamelaarster van juwelen, schakelen de hulp in van Poirot en Hastings nadat er parels werden gestolen uit hun kamer in hotel Grand Metropolitan in Birmingham. Sinds de parels missende zijn, waren er maar twee personen in de kamer geweest: hun meid Celestine en een kamermeisje. 
Celestine kreeg daarboven de opdracht om in de kamer te blijven zolang het kamermeisje er was. Beiden worden verhoord en schuiven de schuld naar elkaar. De hotelkamer heeft een aparte ruimte waar Celestine slaapt en een vergrendelde deur naar de aanpalende hotelkamer. De twee vrouwen bleven in elkaars zicht op twee intervallen van zo'n 15 seconden na. Die tijdspanne zou sowieso te klein zijn om het juweel te kunnen stelen. Beide kamers worden onderzocht en de parels worden onder Celestines matras gevonden. Poirot merkt op dat deze parels vals zijn. Hij toont een klein wit kaartje aan de kamermeid en een hotelbediende en vraagt of Opalsen een dergelijk exemplaar heeft. Zij kunnen deze vraag niet beantwoorden.
Poirot en Hastings keren terug naar Londen. Enkele dagen later komt bericht dat de echte parels werden gevonden. De kamermeid en de hotelbediende behoorden toe tot een bende van internationale juwelendieven. Doordat Poirot hen een wit kaartje liet vastnemen, had hij hun vingerafdrukken. Deze liet hij verder onderzoeken door inspecteur Japp. 
De hotelbediende zat in de aanpalende hotelkamer. De eerste keer dat Celestine de kamermeid niet zag, opende de laatste de vergrendeling. Daardoor kon de hotelbediende binnen om de parels te stelen. De tweede keer dat de kamermeid uit Celestines zicht was, sloot zij de deur opnieuw.

### De eerste minister ontvoerd
Originele titel: The Kidnapped Prime Minister
Hastings belt Poirot met sensationeel nieuws: er werd een moordaanslag gepleegd op Eerste Minister David MacAdam. Daarop kloppen twee mannen aan bij Poirot: Lord Estair, voorzitter van het House of Commons en Bernard Dodge, vertegenwoordiger van het oorlogskabinet. Zij melden dat David nu is ontvoerd en willen dat Poirot de zaak oplost.
David was op weg naar een geheime vredesconferentie in Versailles. Hij kwam aan in Boulogne-sur-Mer en stapte zijn taxi in. Deze taxi bleek een valse te zijn. De echte taxi werd in een zijweg gevonden met een geknevelde chauffeur. Nog tijdens dit verhaal brengt een koerier het bericht dat de valse taxi werd gevonden. In deze taxi zat een met chloroform bedwelmde kapitein Daniels, Davids secretaris. Van David is geen spoor.
Poirot neemt de zaak aan en pluist eerst de eerdere moordaanslag uit. Deze gebeurde toen David van Windsor Castle kwam. Hij was toen vergezeld door de heer Daniels. De wagen werd gereden door Murphy. Op een zijweg werd de wagen omsingeld door gemaskerde mannen. Een geweerschot ging af en de kogel verwondde de Eerste Minister zijn wang. Murphy kon met de wagen ontsnappen. Ze stopten aan een klein ziekenhuis om de wonde te laten behandelen en zetten vervolgens hun tocht verder naar Charing Cross om de trein naar Dover te nemen. Sindsien is Murphy ook vermist. De auto werd teruggevonden in Soho. 
Poirot vertrekt met een aantal andere inspecteurs, waaronder Japp, naar Frankrijk. Hij vraagt zich af waarom het schietincident voor de ontvoering plaatsvond. Eenmaal in Boulogne-sur-Mer wil Poirot plots niet actief deelnemen aan het onderzoek. Hij zondert zich af op zijn kamer en keert dan plots terug naar het Verenigd Koninkrijk.
Daar start hij een tocht met een officiële auto en bezoekt alle kleine ziekenhuizen ten westen van Londen. In Hampstead laat hij de politie invallen in een huis: daar worden Murphy en de Eerste Minister gevonden. Zij werden ontvoerd door Daniels tijdens het schietincident. Dat schietincident vond echter nooit plaats. Daniels en de Eerste Minister werden er enkel ontvoerd. De Eerste Minister werd vervangen door een persoon wiens hoofd bijna volledig was ingewikkeld met verbanden zodat hij onherkenbaar werd. Poirot achterhaalde dit omdat hij geen enkel ziekenhuis vond waar de Eerste Minister werd behandeld of waar een officiële auto werd gesignaleerd. Poirot kwam te weten dat Daniels een zus in Hampstead had: Frau Bertha Ebenthal, een Duitse spionne.

### Meneer Davenheims verdwijning
Originele titel: The Disappearance of Mr Davenheim
Poirot, Hastings en Japp discussiëren na een gezamenlijk theaterbezoek over de verdwijning van meneer Davenheim, een bankier, uit zijn huis. Poirot wedt met Japp voor vijf Pond sterling dat hij de zaak binnen de week vanuit zijn appartement kan oplossen, mits Hastings en Japp hem de feiten van buiten doorgeven.
Davenheim kwam op een zaterdagmiddag thuis en kwam van de stad. Hij vertrok terug om brieven te versturen en zei dat hij meneer Lowen, een zakelijke rivaal, verwachtte. Meneer Lowen moest maar in de studeerkamer wachten tot wanneer Davenheim terug thuis was. Sindsdien is er van Davenheim niets meer vernomen. De politie werd zondagochtend ingelicht en op maandag ontdekte men dat de inhoud van de kluis in de studeerkamer leeg is. Deze bevatte geld, aandelen aan toonders en juwelen. Lowen werd niet gearresteerd, maar staat wel onder verdenking. 
De dag na de weddenschap ziet Japp dat Davenheim zijn kleren in het nabijgelegen meer worden gevonden. Billy Kellet, een gauwdief, zag hoe Lowen de ring van Davenheim op de bewuste zaterdag in het struikgewas gooide. Billy nam de ring op en verkocht deze in een pandjeshuis in Londen. Hij bezatte zich daarna en werd opgepakt voor openbare dronkenschap.
Wanneer Poirot verneemt dat meneer en mevrouw Davenheim elk hun eigen slaapkamer hebben en de inhoud van het badkamerkastje verneemt van Hastings, is het mysterie opgelost. Hij waarschuwt Hastings en Japp om hun eventuele geld bij de bank op te halen voordat deze failliet is, wat de volgende dag al is gebeurd. Poirot verklaart zijn aanname: de bank van Davenheim had financiële problemen. Davenheim zou een jaar eerder naar Johannesburg zijn gereisd. Dat was een leugen. In realiteit nam hij een andere identiteit aan: onder de naam Billy Kellet pleegde hij enkele kleine diefstallen. Daardoor belandde hij voor drie maanden in de gevangenis. Op de zaterdag van de verdwijning maakte hij zijn eigen kluis leeg waardoor Lowen verdacht werd.
Poirot geeft opdracht om Billy Kellett te laten identificeren door mevrouw Davenheim. Zij bevestigt dat dit inderdaad meneer Davenheim ,haar echtgenoot ,is waardoor Poirot zijn vijf pond wint. Zijn toetje als goochelaar mislukt echter.

### Het avontuur met de Italiaanse graaf
Originele titel: The Adventure of the Italian Nobleman
Dokter Hawker is bij Poirot en Hastings wanneer zijn knecht meldt dat graaf Foscatini heeft gebeld voor een dringende consultatie. Poirot, Hastings en Hawker haasten zich naar Foscatini's appartement in Regent's Court. Volgens de liftbediende vertrok de graaf zijn vrouw een half uur eerder. In het appartement staat een tafel, gedekt voor drie personen, met verorberde maaltijden. Enkel het lichaam van de dode graaf is aanwezig. Zijn hoofd werd met een marmeren beeld ingeslagen.
Wanneer de gravin terugkeert verklaart ze dat twee vrienden van Foscatini de vorige ochtend bij hem waren. Een man was graaf Ascanio, een veertiger. De andere man was jonger. De gravin overhoorde delen van het gesprek. Op het einde van het gesprek nodigde de graaf de twee personen uit om 's avonds te komen dineren. De restanten daarvan staan nu nog op tafel.
Ascanio wordt daarop gearresteerd, maar Poirot heeft enkele bedenkingen. De koffie was extreem zwart en van de bij- en nagerechten werd bijna niet gegeten. De Italiaanse ambassade komt plots met een alibi waaruit blijkt dat Ascanio op het diner niet aanwezig kon zijn. Ascanio zelf verklaart dat hij de graaf in kwestie niet kent. Poirot heeft met Ascanio een gesprek waarin hij uiteindelijk toegeeft dat Foscatini een afperser was. Foscatini dwong Ascanio om als tussenpersoon te werken voor een illegale geldtransactie vanuit Italië.
Poirot heeft daardoor de moord ontrafeld en duidt de gravin aan als moordenares. Zij heeft meer van het gesprek gehoord dan ze zegt en wist dus af van het geld dat zou moeten worden overhandigd. Ze had ook meteen door dat Ascanio aan dat plan niet kon meewerken. Daarom vermoordde ze Foscatini, al blijft haar motief onduidelijk. Vervolgens bestelde ze voor drie personen eten. Ze at de drie hoofdgerechten op, waardoor ze bijna niets meer kon eten van het bijgerecht en al helemaal niets meer van het nagerecht. Er werd ook voor drie personen koffie geserveerd en vermoedelijk gedronken, maar Foscatini's gebit toont daar geen sporen van. Japp onderzoekt deze theorie en de gravin verklaart dat deze inderdaad correct is.

### Het verborgen testament
Originele titel: The case of the missing will
Poirot krijgt een vreemd verzoek van Violet Marsh. Zij werd een wees toen ze veertien jaar oud was en ging toen bij haar oom Andrew in Devon wonen. Deze oom verhuisde later naar Australië en keerde recent terug. Ondanks hij er op stond dat Violet aan zelfeducatie deed, volgde ze school aan het Girton College. Daardoor was de relatie tussen beiden ietwat stroef.
Andrew stierf onlangs en liet een testament na met een vreemde clausule. Het testament werd op 25 maart om 11 uur ondertekend. In de clausule staat dat zijn 'slimme' nicht één maand in het huis mag wonen om haar 'kennis te bewijzen'. Als dit haar niet lukt, gaan alle bezittingen naar het goede doel en erft ze niets.
Poirot en Violet leidden daaruit af dat er nog een tweede testament is of dat er geld in het huis is verborgen. Violet gaat akkoord dat Poirot en Hastings het huis mogen onderzoeken. Huisbewaarders meneer en mevrouw Baker bevestigen dat er inderdaad twee testamenten zijn. Volgens Andrew stond er in het eerste een fout. Echter de Bakers weten niets van de inhoud. Na ondertekening vertrok Marsh naar de notaris om beide testamenten te laten wettigen.
Poirot vindt tijdens zijn zoektocht enkel een vuile enveloppe. Wanneer hij deze bij het kachelvuur houdt, komt een bericht in onzichtbare inkt tevoorschijn. Het is het echte testament met daarop een latere datum. Het testament dat Violet kreeg, was een vervalsing van de Bakers. Volgens Poirot heeft Violet wel degelijk haar kennis bewezen door hem in te huren.

## Later toegevoegde verhalen
In de Amerikaanse versie, alsook de vertaalde, zijn er nog drie verhalen die niet voorkwamen in de Britse variant. Die drie verhalen werden in 1974 wel opgenomen in het boek Poirot's Early Cases:
- De gesluierde dame (The Veiled Lady) Uitgedaagd door Japp wordt Poirot inbreker. Hij lost zo een ingenieuze juwelenroof op, tot groot plezier van de Hoofdinspecteur. Kapitein Hastings is wel nodig om Poirot na 1 nacht uit zijn cel te halen. De gesluierde dame, de opdrachtgeefster van Poirot, is de spil in het complot. https://www.imdb.com/title/tt0676191/?ref_=fn_all_ttl_3
- De minister die niet van bonbons kon afblijven (The Chocolate Box)
- Het geheim van de dode Chinees (The Lost Mine) Poirot en Hastings spelen dagenlang bloedfanatiek Monopolie, terwijl Poirot samen met hoofdinspecteur Japp en Hasting een zakelijke moord oplost en de verdwenen kaart van de zilvermijn terugvindt. Inspecteur Japp toont vol trots zijn centraal overzicht over de Londense politiesurveillance, dat zelfs ChinaTown bereikt. Poirot zijn opdrachtgever bankdirecteur Lord Pearson blijkt de dader.https://www.imdb.com/title/tt0676179/?ref_=fn_all_ttl_11

## Verfilming

### The Disappearance of Mr. Davenheim
"The Disappearance of Mr. Davenheim" werd in 1962 verfilmd onder de titel Hercule Poirot. De rol van Poirot wordt gespeeld door Martin Gabel.

### Agatha Christie's Poirot
Alle verhalen uit "Uit Poirot's Praktijk" werden verfilmd voor de serie Agatha Christie's Poirot met David Suchet in de rol van Poirot, Hugh Fraser als Hastings, Philip Jackson als Japp en Pauline Moran als Miss Lemon. 
- MusicBrainz work: 382448c0-1237-4291-9c54-82a1a170561e
- Virtual International Authority File: 9180154501927439210001